# Inkaspidsmus (orden)
Inkaspidsmus (Paucituberculata) er en orden af sydamerikanske pungdyr. Der er syv nulevende arter i ordenen som alle er i familien Caenolestidae. Tidligere har ordenen været mere forskelligartet, med mere end 60 uddøde arter navngivet fra fossiler, især fra den sene oligocæne til tidlige miocæne epoke. De tidligste inkaspidsmus dateres til den sene palæocæn. Gruppen gik meget tilbage i den midterste miocæne epoke, hvilket resulterede i udryddelsen af alle familier i denne orden med undtagelse af de levende inkaspidsmus i Caenolestidae. Uddøde familier af inkaspidsmus omfatter Pichipilidae, Palaeothentidae og Abderitidae.